# کالینووکا کوشچیلنا
کالینووکا کوشچیلنا (به لهستانی:  Kalinówka Kościelna) یک روستا در لهستان است که در گمینا کنشن واقع شده‌است. کالینووکا کوشچیلنا  ۲۰۵ نفر جمعیت دارد.